# Construção

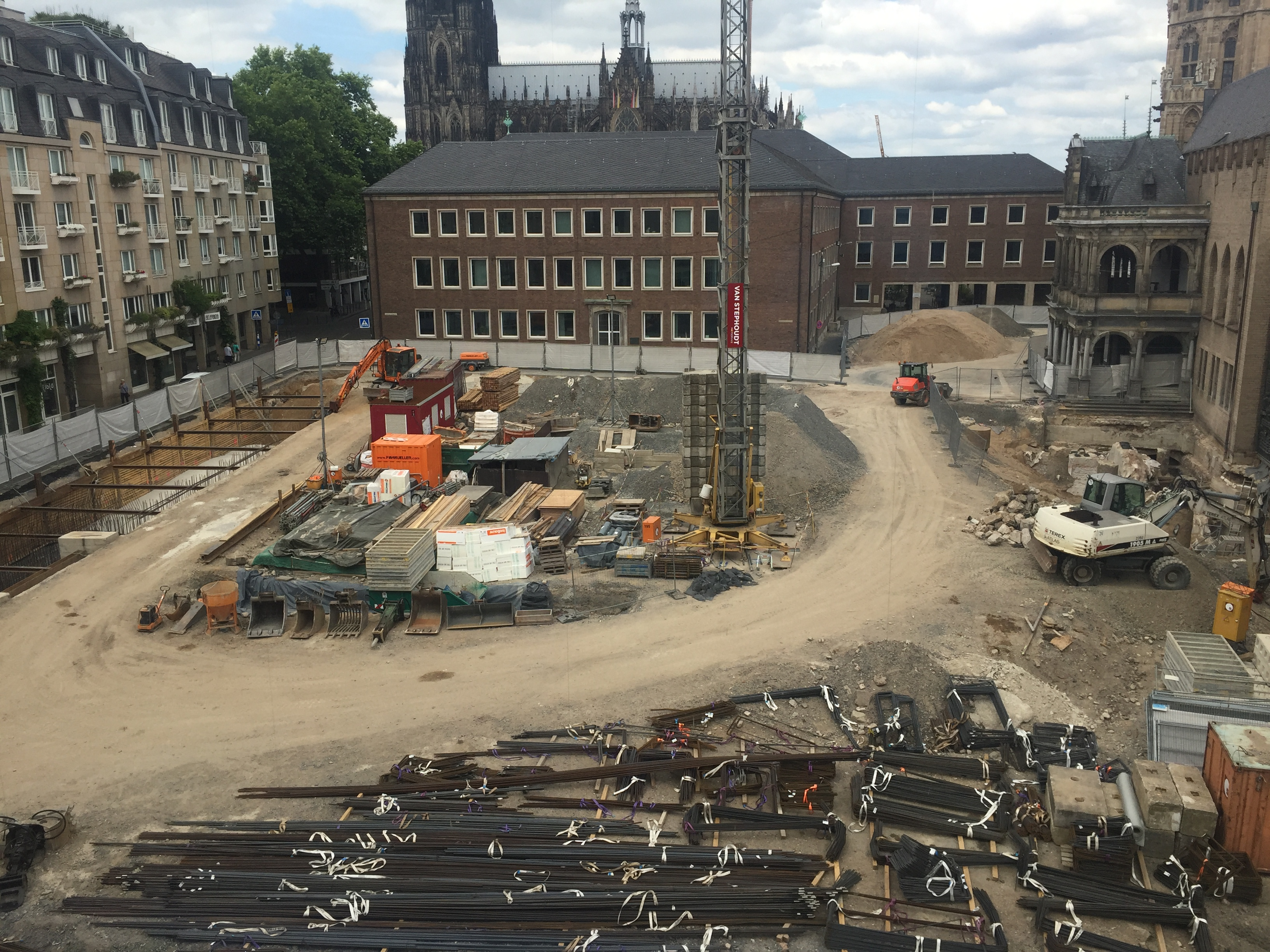
Canteiro de obras e equipamentos preparados para o início dos trabalhos em Colônia, Alemanha (2017)

Construção é um termo geral que significa a arte e a ciência de formar objetos, sistemas ou organizações. Vem da palavra latina constructio (de com- “junto” e struere “empilhar”) e do francês antigo construction. “Construir” é um verbo: o ato de edificar, e o substantivo é “construção”: como algo é construído ou a natureza de sua estrutura.
No seu contexto mais amplamente utilizado, construção abrange os processos envolvidos na entrega de edifícios, infraestrutura, instalações industriais e atividades associadas até o fim de sua vida útil. Normalmente começa com planejamento, financiamento e projeto e continua até que o ativo seja construído e esteja pronto para uso. A construção também abrange reparos e trabalhos de manutenção, quaisquer obras para expandir, estender e melhorar o ativo, e sua eventual demolição, desmontagem ou descomissionamento.
A indústria da construção contribui de forma significativa para o produto interno bruto (PIB) de muitos países. O gasto global com atividades de construção foi de cerca de 4 trilhões de dólares em 2012. Em 2022, o gasto na indústria da construção excedeu 11 trilhões de dólares por ano, equivalente a cerca de 13% do PIB global. Previa-se que esse investimento aumentaria para aproximadamente 14,8 trilhões de dólares em 2030.
A indústria da construção promove o desenvolvimento econômico e traz muitos benefícios não monetários a diversos países, mas também é um dos setores mais perigosos. Por exemplo, cerca de 20% (1.061) das mortes na indústria dos Estados Unidos em 2019 ocorreram na construção.

## História
As primeiras cabanas e abrigos foram construídos à mão ou com ferramentas simples. À medida que as cidades cresciam durante a Idade do Bronze, surgiu uma classe de artesãos profissionais, como pedreiros e especialistas em carpintaria. Ocasionalmente, escravos eram utilizados para trabalhos de construção. Na Idade Média, os artesãos eram organizados em corporações. No século XIX, surgiram máquinas movidas a vapor e, mais tarde, veículos movidos a diesel e eletricidade, como guindastes, escavadeiras e tratores.
A construção acelerada tornou-se cada vez mais popular no século XXI. Algumas estimativas sugerem que 40% dos projetos de construção já seguem esse método.

## Setores da indústria da construção

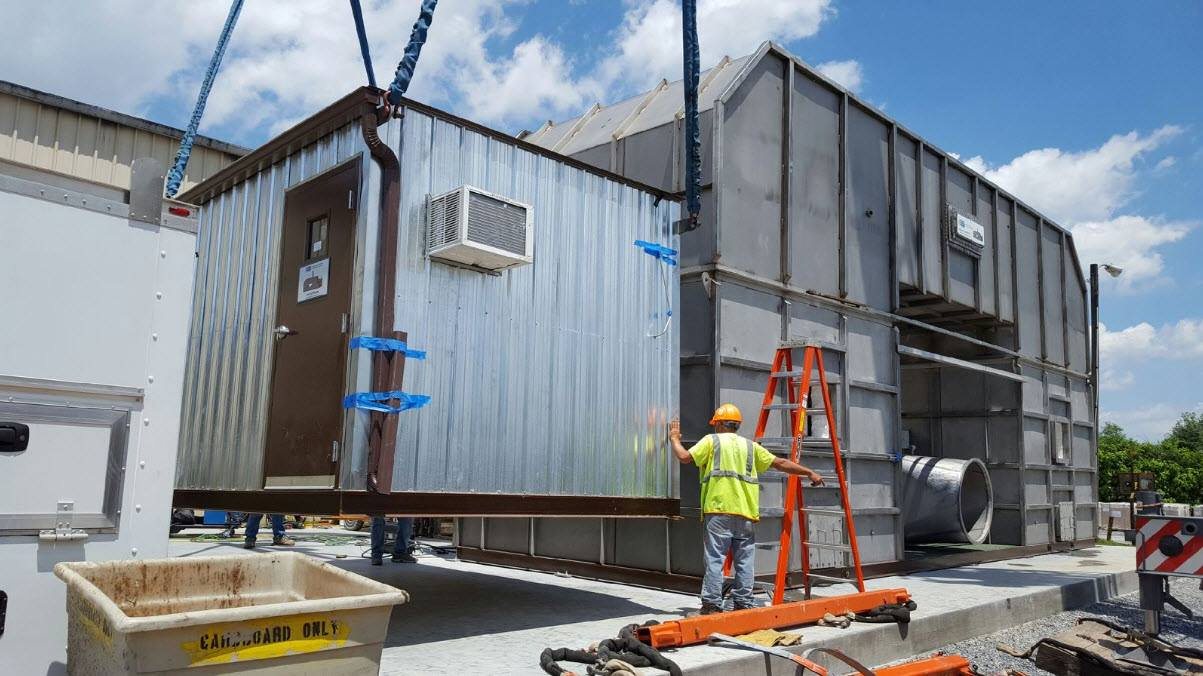
Montagem industrial de um oxidante térmico nos Estados Unidos

De modo geral, existem três setores de construção: edificações, infraestrutura e industrial:
- A construção de edificações normalmente se divide em residencial e não residencial.
- Infraestrutura, também chamada de “obra pesada” ou “grandes obras”, inclui grandes obras públicas, barragens, pontes, rodovias, ferrovias, redes de água ou esgoto e distribuição de utilidades.
- A construção industrial inclui construção offshore (principalmente de instalações energéticas), mineração e extração, refinarias, processamento químico, moinhos e fábricas.

A indústria também pode ser classificada em setores ou mercados. Por exemplo, a revista de comércio de construção dos EUA, Engineering News-Record (ENR), compila e divulga dados sobre o tamanho de empreiteiras de projeto e construção. Em 2014, dividiu os dados em nove segmentos de mercado: transporte, petróleo, edificações, energia, industrial, água, manufatura, esgoto/resíduos, telecomunicações, resíduos perigosos e uma décima categoria para outros projetos. A ENR usou dados de transporte, esgoto, resíduos perigosos e água para classificar empresas como empreiteiras de grandes obras.

### Construção de edificações

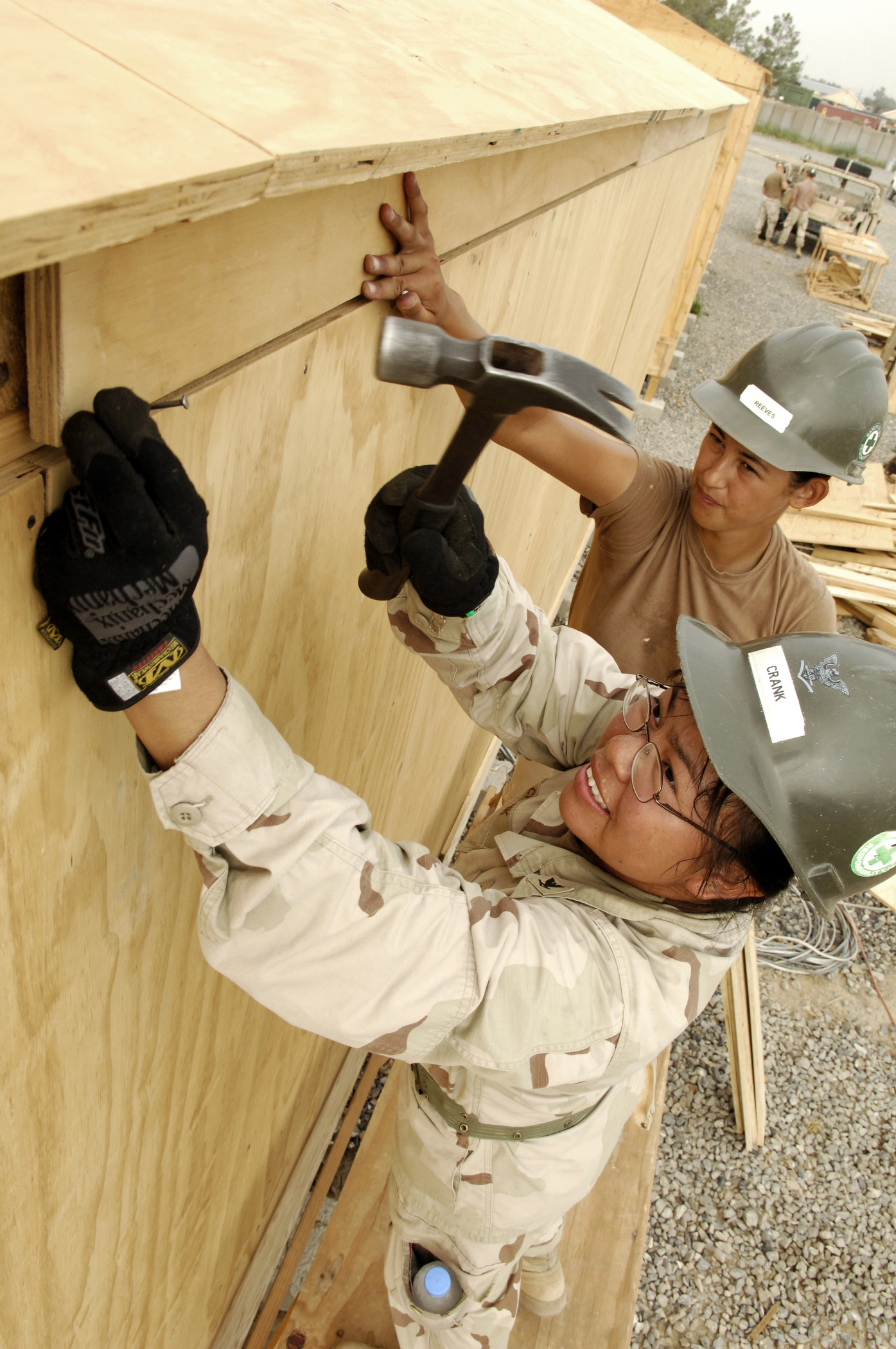
Construção de unidade residencial militar por pessoal da Marinha dos EUA no Afeganistão

A construção de edificações é o processo de adicionar estruturas a áreas de terra, também conhecidas como propriedade imobiliária. Normalmente, um projeto é iniciado pelo (ou com) o proprietário do imóvel (que pode ser um indivíduo ou uma organização); ocasionalmente, a terra pode ser adquirida compulsoriamente do proprietário para uso público.

#### Construção residencial

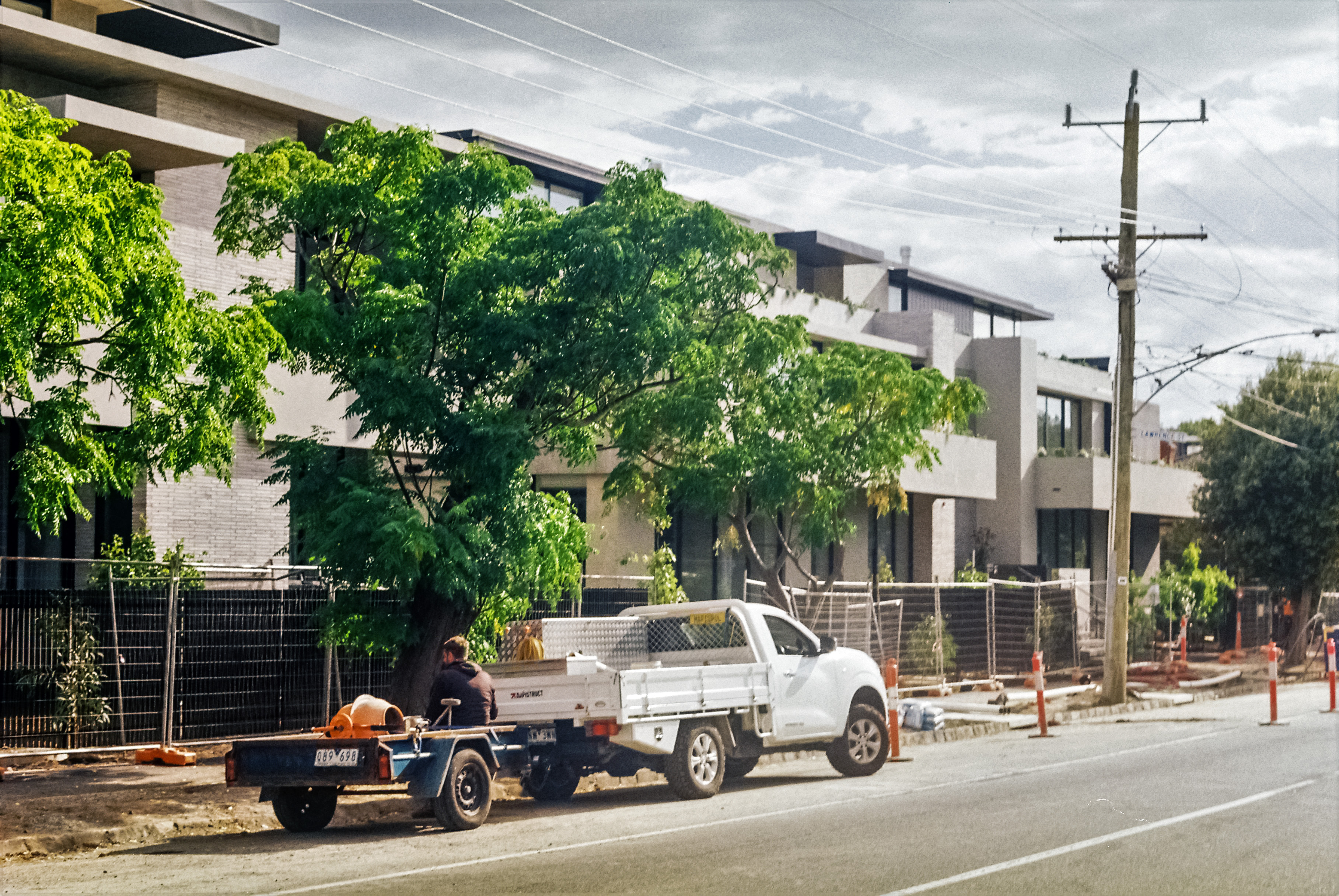
Unidades em construção em Brighton, Austrália

A construção residencial pode ser realizada por proprietários de terrenos individuais (autoconstrução), por construtoras especializadas em casas, por desenvolvedores imobiliários, por empreiteiro geral ou por prestadores de habitação pública ou social (por exemplo, autoridades locais, associações de moradia). Onde as políticas locais de zoneamento ou licença de construção permitem, desenvolvimento de uso misto pode reunir construção residencial e não residencial (por exemplo: varejo, lazer, escritórios, prédios públicos etc.).
As práticas, tecnologias e recursos de construção residencial devem estar em conformidade com os regulamentos da autoridade de construção local e com normas técnicas. Os materiais prontamente disponíveis na região geralmente determinam os materiais de construção utilizados (por exemplo, tijolo versus pedra versus madeira). Os custos de construção por metro quadrado (ou por pé quadrado) de casas podem variar muito, dependendo das condições do local, rotas de acesso, regulamentações locais, economia de escala (casas personalizadas são frequentemente mais caras de construir) e da disponibilidade de mão de obra especializada.

#### Construção não residencial

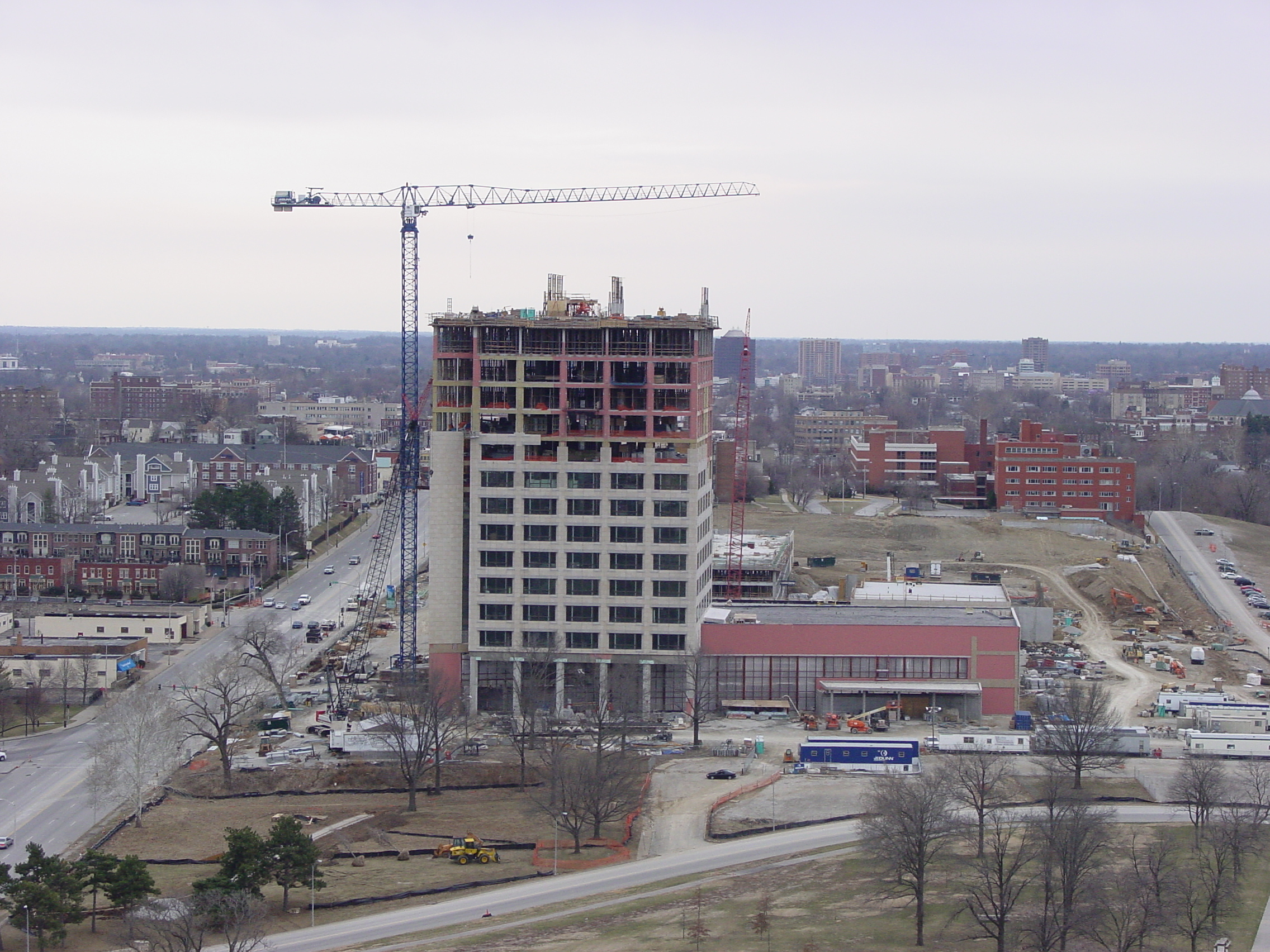
Construção do prédio do Federal Reserve em Kansas City, Missouri

Dependendo do tipo de edifício, a construção não residencial pode ser contratada por uma ampla variedade de organizações privadas e públicas, incluindo autoridades locais, órgãos educacionais e religiosos, empresas de transporte, varejistas, hoteleiros, desenvolvedores imobiliários, instituições financeiras e outras empresas privadas. A maior parte da construção nesses setores é realizada por empreiteiras gerais.

### Construção de infraestrutura

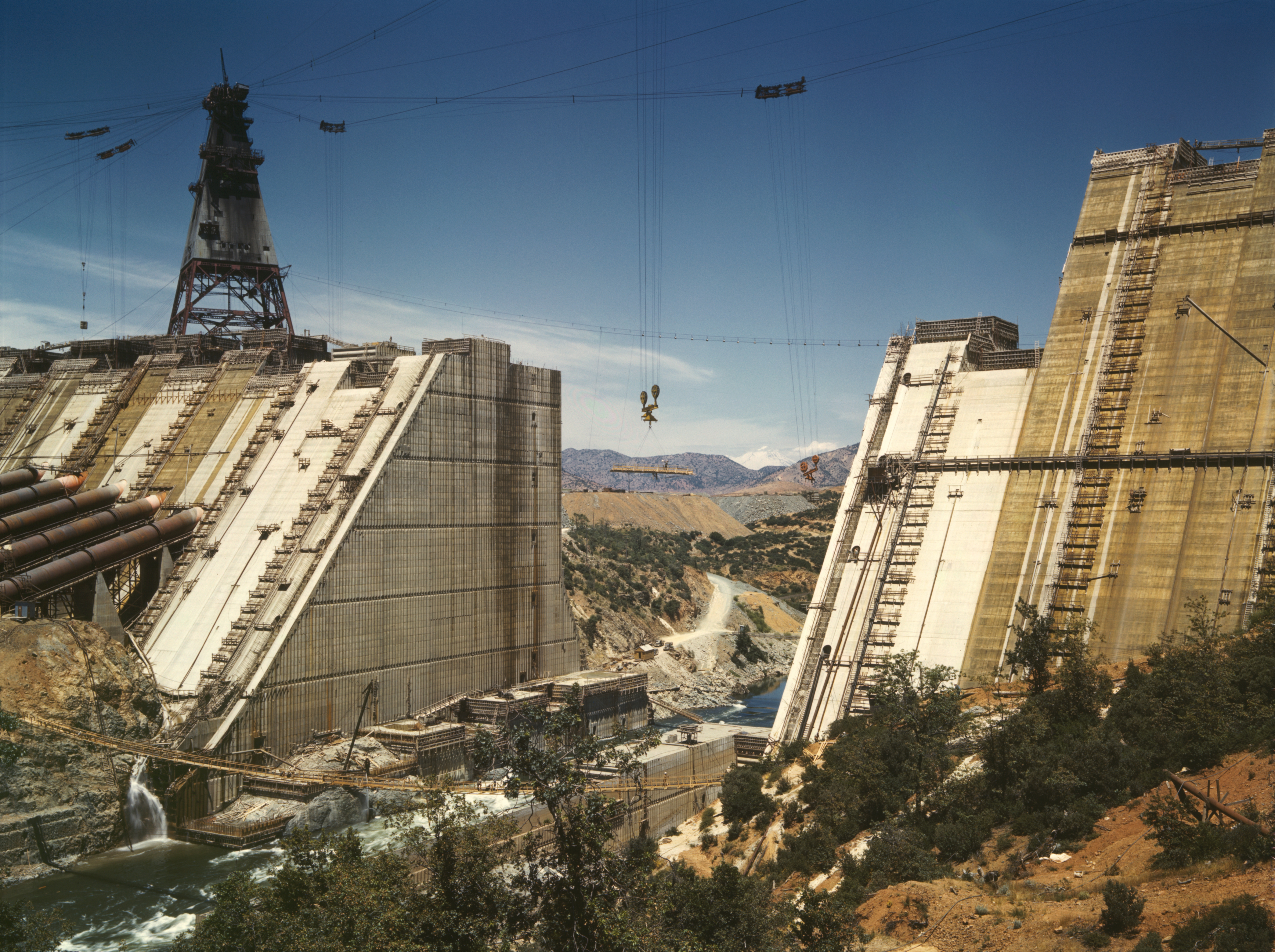
Barragem Shasta em construção em junho de 1942

A engenharia civil abrange o projeto, a construção e a manutenção do ambiente físico e construído, incluindo obras públicas como estradas, pontes, canais, barragens, túneis, aeroportos, sistemas de água e esgoto, dutos e ferrovias. Alguns empreiteiros gerais possuem experiência em engenharia civil; empreiteiras de engenharia civil são empresas dedicadas a atuar nesse setor, podendo se especializar em determinados tipos de infraestrutura.

### Construção industrial

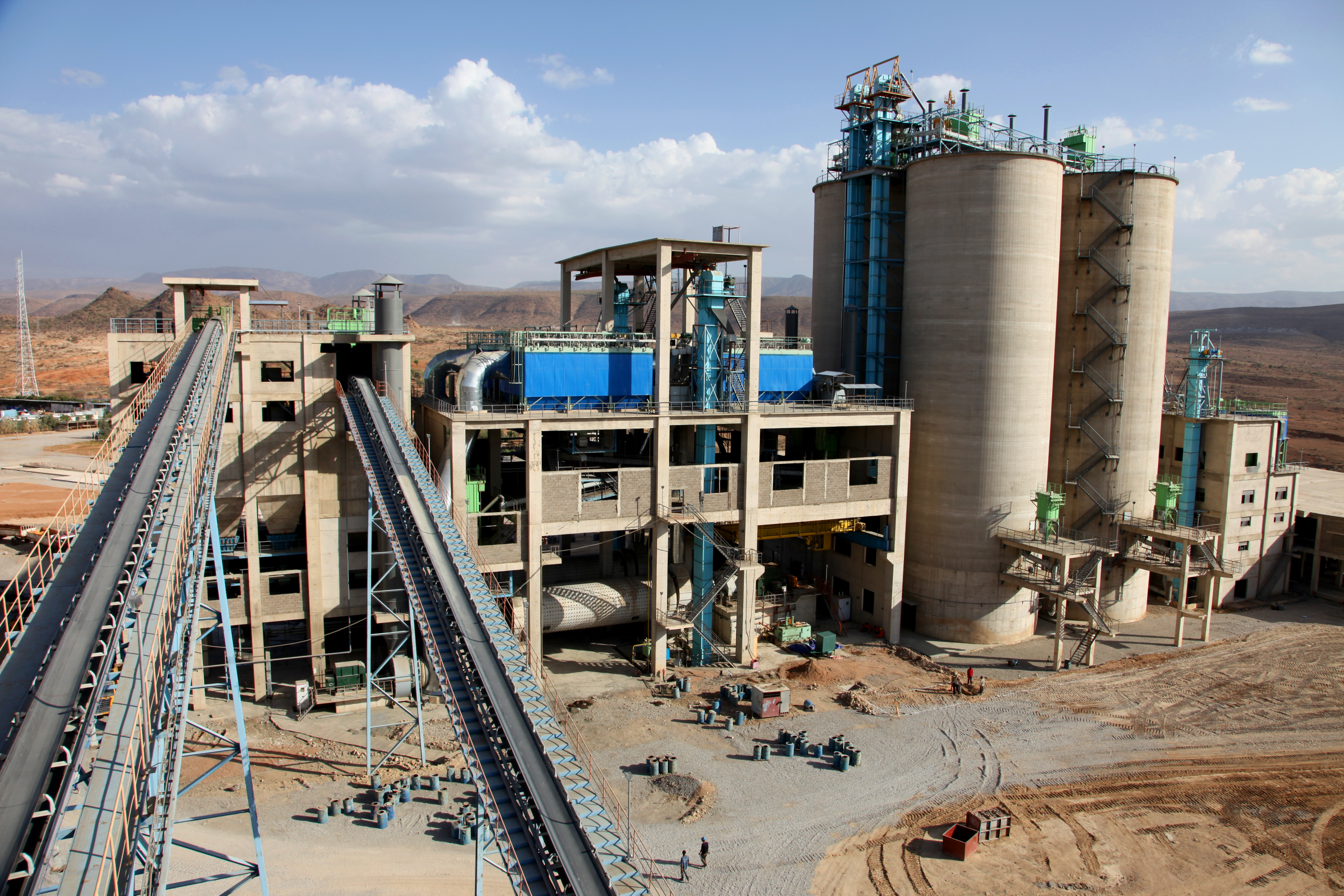
A nova planta da National Cement Share Company da Etiópia em Dire Dawa

A construção industrial inclui construção offshore (principalmente de instalações de energia: plataformas de petróleo e gás, energia eólica), mineração e pedreiras, refinarias, cervejarias, destilarias e outras plantas de processamento, estação de energia, siderúrgicas, armazéns e fábricas.

## Processos de construção
Alguns projetos de construção são pequenas reformas ou reparos, como repintura ou conserto de vazamentos, em que o proprietário pode atuar como projetista, pagante e executor de todo o projeto. No entanto, projetos mais complexos ou ambiciosos geralmente exigem conhecimentos multidisciplinares adicionais e mais mão de obra, então o proprietário pode contratar uma ou mais empresas especializadas para elaborar o planejamento detalhado, o projeto, a construção e a entrega final do trabalho. Frequentemente, o proprietário designa uma empresa para supervisionar o projeto (pode ser um projetista, um empreiteiro, um gerente de construção ou outro assessor); esses especialistas são normalmente contratados por sua experiência em entrega de projetos e gerenciamento de construção e ajudam o proprietário a definir o escopo do projeto, estabelecer um orçamento e cronograma, contatar as autoridades públicas relevantes e adquirir materiais e serviços de outros especialistas (a cadeia de suprimentos, composta por subempreiteiros e fornecedores de materiais). São firmados contratos para a prestação de serviços por todas as empresas, juntamente com outros planos detalhados que visam garantir a entrega legal, pontual, dentro do orçamento e com segurança das obras especificadas.
Os aspectos de projeto, finanças e legislação se sobrepõem e se relacionam. O projeto deve ser não apenas estruturalmente seguro e adequado ao uso e ao local, mas também financeiramente viável de construir e legal para usar. A estrutura financeira deve ser adequada para construir o projeto proposto e deve pagar valores legalmente devidos. As estruturas legais integram o projeto com outras atividades e impõem processos financeiros e de construção.
Esses processos também afetam as estratégias de aquisição. Clientes podem, por exemplo, contratar uma empresa para projetar o projeto, após o que ocorre um processo competitivo para contratar um empreiteiro principal para construir o ativo (design–bid–build); podem contratar uma empresa para liderar tanto o projeto quanto a construção (design-build); ou podem contratar diretamente um projetista, empreiteiro e subempreiteiros especializados (gerenciamento de construção). Algumas formas de contratação enfatizam relacionamentos colaborativos (parcerias, alianças) entre o cliente, o empreiteiro e outras partes interessadas em um projeto de construção, buscando atenuar as práticas frequentemente muito competitivas e adversas da indústria. As abordagens DfMA (projeto para manufatura e montagem) também enfatizam a colaboração inicial com fabricantes e fornecedores em relação a produtos e componentes.
Trabalhos de construção ou reforma em um “ambiente em uso” (onde moradores ou empresas continuam residindo ou operando no local) exigem cuidado, planejamento e comunicação específicos.

### Planejamento

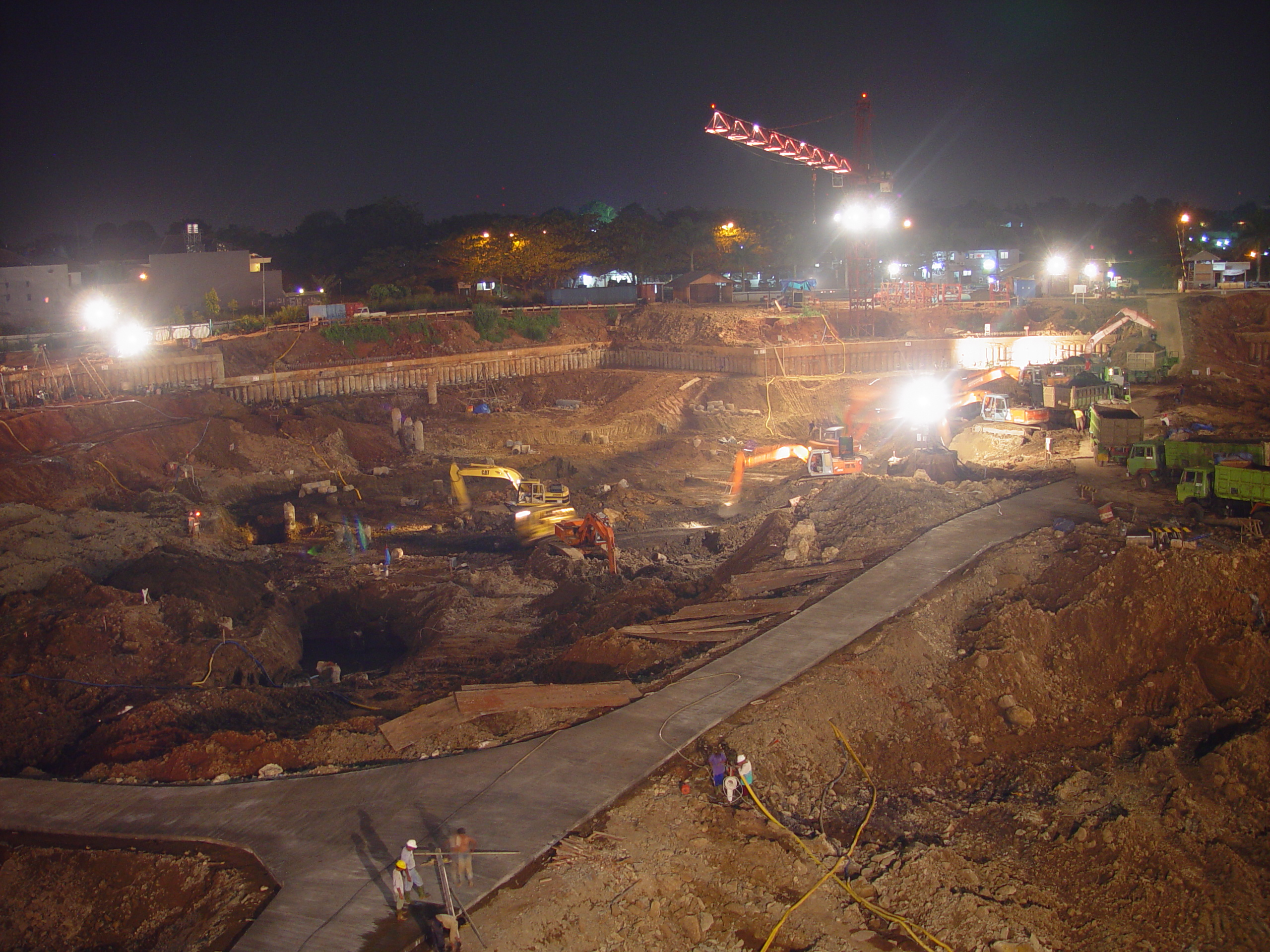
Cavando a fundação para a construção de um edifício em Jacarta, Indonésia

Quando aplicável, um projeto de construção proposto deve cumprir as políticas locais de planejamento urbano incluindo zoneamento e requisitos de código de obras. Normalmente, o projeto será avaliado (pela “autoridade competente”, geralmente a municipalidade onde o projeto será localizado) quanto aos seus impactos potenciais nas propriedades vizinhas e na infraestrutura existente (transporte, infraestrutura social e serviços públicos, incluindo abastecimento de água, esgoto, eletricidade, telecomunicações etc.). Dados podem ser coletados por meio de análise do local, levantamento do local e investigação geotécnica. Normalmente, a construção não pode começar até que a permissão de planejamento seja concedida e pode exigir trabalhos preparatórios para garantir que a infraestrutura relevante tenha sido atualizada antes do início das obras. Os trabalhos preparatórios também incluem pesquisas de linhas de serviços públicos existentes para evitar danos que causem interrupções e outras situações perigosas.
Alguns requisitos legais decorrem de considerações de malum in se, ou do desejo de prevenir fenômenos indiscutivelmente ruins, por exemplo, explosões ou colapsos de pontes. Outros requisitos legais decorrem de considerações de malum prohibitum, ou fatores que são questão de costume ou expectativa, como separar negócios de um distrito comercial ou residências de um distrito residencial. Um advogado pode buscar mudanças ou isenções na lei que rege o terreno onde o edifício será construído, seja argumentando que uma regra é inaplicável (o projeto da ponte não causará um colapso) ou que o costume não é mais necessário (a aceitação de espaços “live-work” cresceu na comunidade).
Durante a construção de um edifício, um inspetor municipal de construção geralmente inspeciona periodicamente o trabalho em andamento para garantir que a construção esteja de acordo com os projetos aprovados e o código de obras local. Uma vez concluída a construção, qualquer alteração posterior feita em um edifício ou outro ativo que afete a segurança, incluindo seu uso, expansão, integridade estrutural e proteção contra incêndio, normalmente requer aprovação da municipalidade.

### Financiamento
Dependendo do tipo de projeto, bancos de hipoteca, contadores e engenheiros de custos podem participar da criação de um plano geral para o gerenciamento financeiro de um projeto de construção. A presença do banco de hipoteca é muito provável, mesmo em projetos relativamente pequenos, pois o capital do proprietário na propriedade é a fonte mais óbvia de financiamento. Contadores atuam para analisar o fluxo monetário esperado ao longo da vida do projeto e monitorar os pagamentos durante o processo. Profissionais como engenheiros de custos, estimadores e topógrafo quantitativo relacionam o trabalho e os materiais envolvidos a uma avaliação adequada.
O planejamento financeiro garante salvaguardas adequadas e planos de contingência antes do início do projeto, bem como garante que o plano seja executado corretamente durante toda a vida do projeto. Projetos de construção podem sofrer problemas financeiros evitáveis. Subestimativas ocorrem quando os construtores solicitam menos dinheiro do que o necessário para concluir o projeto. Problemas de fluxo de caixa existem quando o valor disponível no momento não é suficiente para cobrir os custos atuais de mão de obra e materiais; tais problemas podem surgir mesmo quando o orçamento geral é adequado, apresentando uma questão temporária. Atrasos no orçamento em projetos governamentais podem ocorrer quando o empreiteiro identifica ordens de alteração ou modificações do projeto que aumentam custos, que não estão sujeitos à concorrência de outras empresas, pois estas já foram eliminadas da licitação após a proposta inicial. Fraude também é uma questão cada vez mais relevante na construção.
Projetos de grande porte podem envolver planos financeiros altamente complexos e geralmente começam com uma estimativa de custo conceitual feita por um estimador de construção. À medida que partes de um projeto são concluídas, podem ser vendidas, substituindo um credor ou proprietário por outro, enquanto os requisitos logísticos de ter as equipes e materiais certos disponíveis para cada estágio do projeto seguem em frente. Parceria público-privada (PPPs) ou iniciativa de financiamento privado (PFIs) também podem ser usadas para ajudar a realizar grandes projetos. De acordo com a McKinsey, em 2019, “a grande maioria dos grandes projetos de construção extrapola o orçamento e leva 20% mais tempo do que o previsto”.

### Legislação

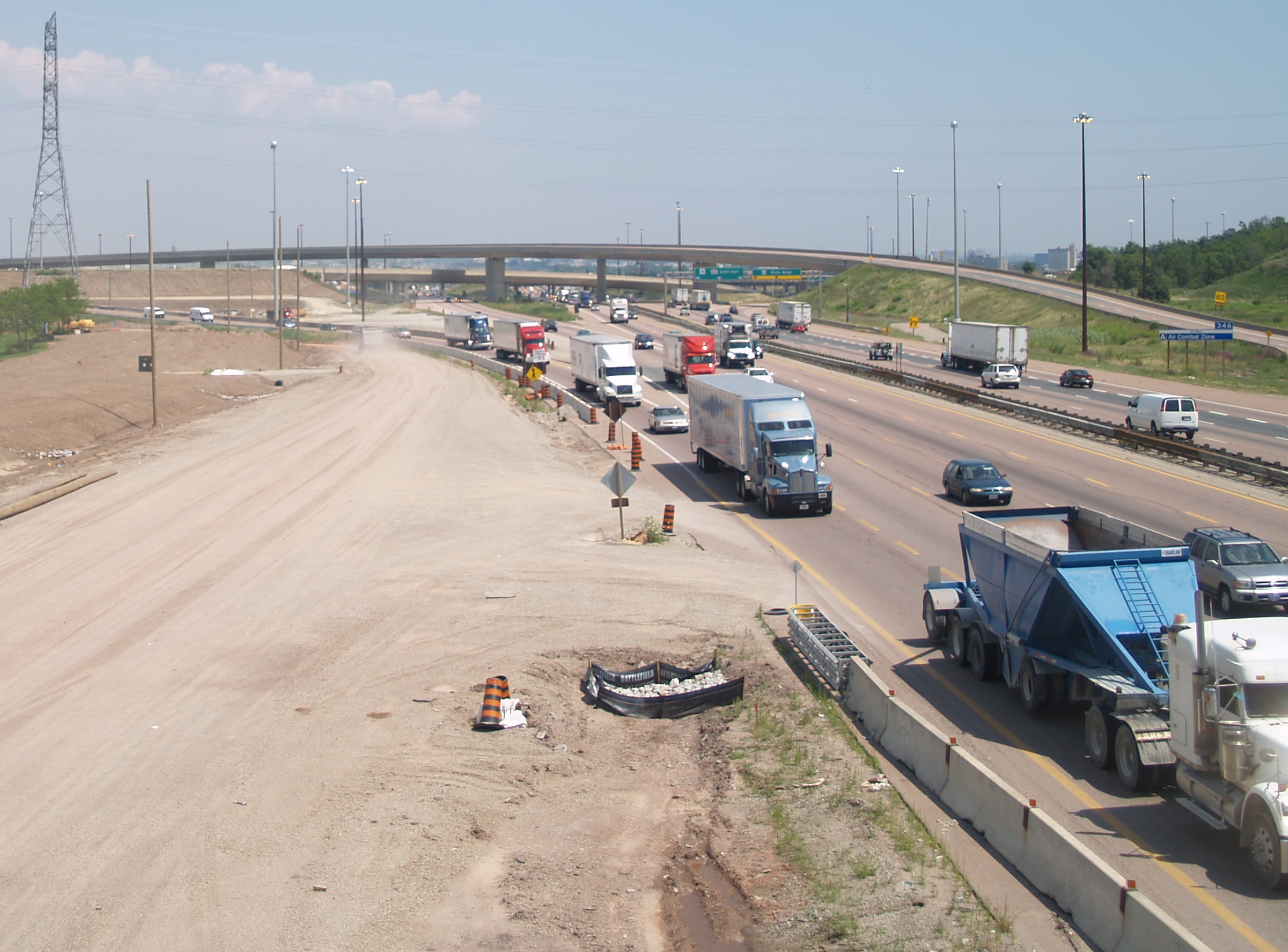
Construção ao longo da Ontario Highway 401, ampliando a via de seis para doze faixas de tráfego

Um projeto de construção é uma rede complexa de contratos de construção e outras obrigações legais, que todas as partes devem considerar cuidadosamente. Um contrato é a troca de um conjunto de obrigações entre duas ou mais partes e fornece estruturas para gerenciar questões. Por exemplo, atrasos na construção podem ser onerosos, então os contratos de construção estabelecem expectativas claras e caminhos definidos para lidar com atrasos. Contratos mal elaborados podem levar a confusão e disputas dispendiosas.
No início de um projeto, assessores jurídicos buscam identificar ambiguidades e outras potenciais fontes de problemas nas estruturas contratuais, bem como apresentar opções para evitá-los. Durante os projetos, eles atuam para prevenir e resolver conflitos que surgem. Em cada caso, o advogado facilita a troca de obrigações que corresponde à realidade do projeto.

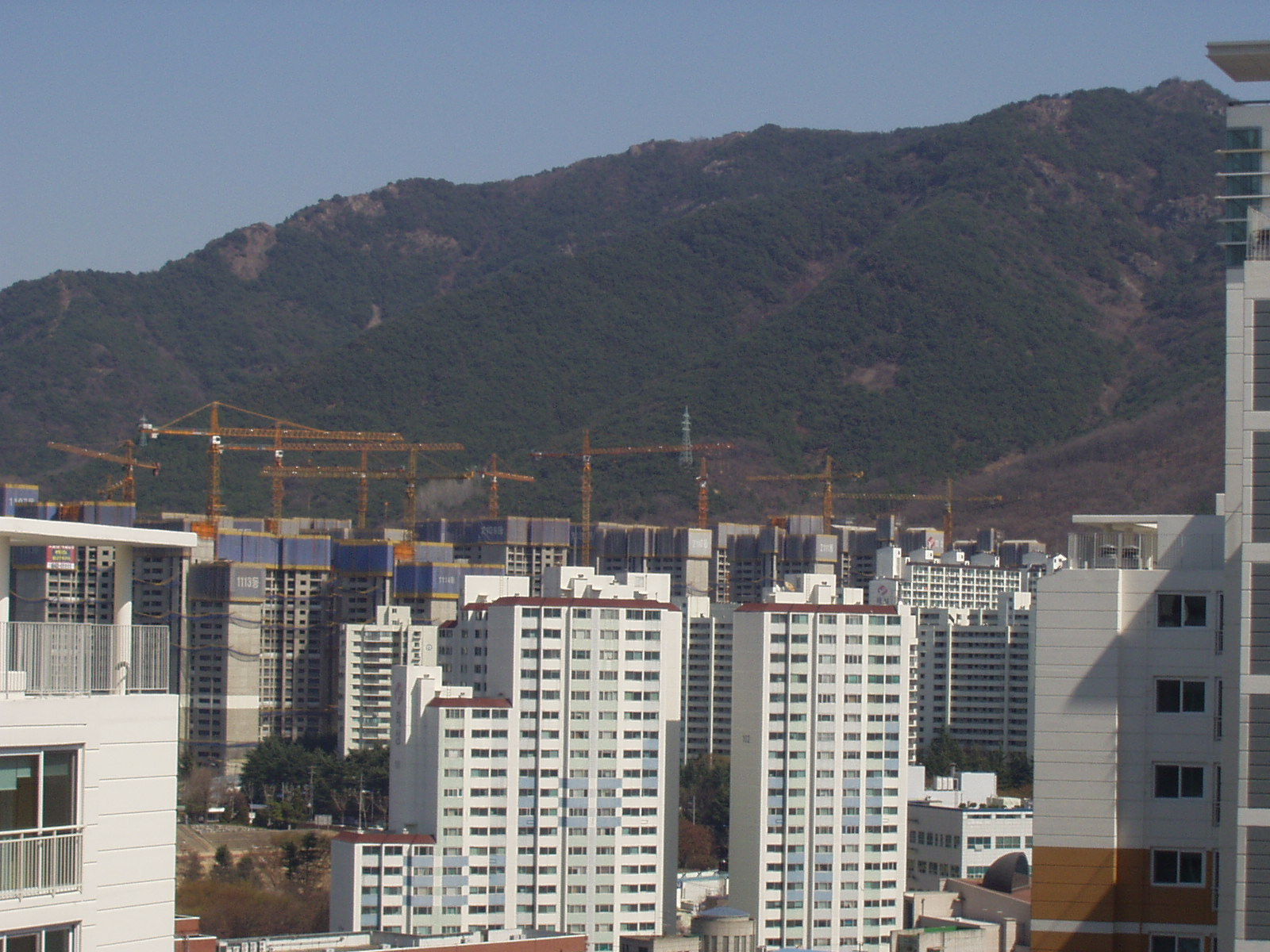
Complexo de apartamentos em construção em Daegu, Coreia do Sul

### Aquisição

#### Tradicional ou design-bid-build
Design-bid-build (projetar-licitar-construir) é o método mais comum e estabelecido de contratação de construção. Nessa modalidade, o arquiteto, engenheiro ou construtor age em nome do cliente como o coordenador do projeto. Ele projeta a obra, prepara especificações e documentos de projeto (modelos, desenhos etc.), administra o contrato, faz a licitação da obra e gerencia o trabalho desde o início até a conclusão. Paralelamente, há vínculos contratuais diretos entre o cliente e o empreiteiro principal, que, por sua vez, mantém relações contratuais diretas com subempreiteiros. Esse arranjo continua até que o projeto esteja pronto para entrega.

#### Design-build
Design-build (projetar-construir) se tornou mais comum a partir do final do século XX e envolve o cliente contratando uma única entidade para fornecer projeto e construção. Em alguns casos, o pacote de design-build também pode incluir a busca do local, o arranjo de financiamento e a solicitação de todas as aprovações legais necessárias. Normalmente, o cliente convida vários empreiteiros de Design & Build (D&B) para apresentar propostas para atender ao escopo do projeto e, em seguida, seleciona um fornecedor preferencial. Frequentemente, trata-se de um consórcio envolvendo uma empresa de projeto e uma empresa de construção (às vezes mais de uma de cada).

#### Gerenciamento de construção
Em um arranjo de gerenciamento de construção, o cliente firma contratos separados com o projetista (arquiteto ou engenheiro), um gerente de construção e cada empreiteiro de ofício individual. O cliente assume o papel contratual, enquanto o gerente de construção ou de projeto desempenha o papel ativo de gerenciar os diversos contratos de ofícios, garantindo que todo o trabalho seja concluído de maneira harmoniosa e eficaz. Essa abordagem é frequentemente usada para acelerar o processo de aquisição, permitir maior flexibilidade ao cliente na variação do projeto ao longo do contrato, possibilitar a contratação individual de empreiteiros de ofícios, separar a responsabilidade contratual de cada um durante o contrato e proporcionar maior controle ao cliente.

### Projeto (design)
Nos países industrializados, a construção geralmente envolve a conversão de projetos em realidade. Na maioria dos casos (ou seja, em um projeto de design-bid-build), a equipe de projeto é contratada (ou seja, possui um contrato) com o proprietário do imóvel. Dependendo do tipo de projeto, uma equipe de projeto pode incluir arquitetos, engenheiros civis, engenheiros mecânicos, engenheiros elétricos, engenheiros estruturais, engenheiro de proteção contra incêndio, consultores de planejamento, consultores de arquitetura e consultores arqueológicos. Geralmente, é identificado um “projetista líder” para ajudar a coordenar as diferentes contribuições disciplinares ao projeto geral. Isso pode ser auxiliado pela integração de disciplinas antes separadas (geralmente executadas por empresas diferentes) em empresas multidisciplinares com especialistas em todos os campos relacionados, ou por empresas estabelecendo relações para dar suporte a processos de design-build.
A crescente complexidade dos projetos de construção cria a necessidade de profissionais de projeto treinados em todas as fases do ciclo de vida de um projeto e que desenvolvam uma compreensão do ativo como um sistema tecnológico avançado que exige integração estreita de diversos subsistemas e seus componentes, incluindo sustentabilidade. Para edifícios, a engenharia de edifícios é uma disciplina emergente que tenta enfrentar esse novo desafio.
Tradicionalmente, o projeto envolveu a produção de esboços e desenhos arquitetônicos e de especificações. Até o final do século XX, os desenhos eram majoritariamente feitos à mão; a adoção de tecnologias de projeto auxiliado por computador (CAD) melhorou a produtividade em design, enquanto a introdução de modelagem da informação da construção (BIM) no século XXI envolveu o uso de modelos gerados por computador que podem ser usados por si só ou para gerar desenhos e outras visualizações, além de capturar dados não geométricos sobre os componentes e sistemas do edifício.
Em alguns projetos, o trabalho no local não começa até que o projeto esteja amplamente concluído; em outros, parte do projeto pode ser realizada simultaneamente com as primeiras etapas da atividade no local (por exemplo, as fundações de um prédio podem começar enquanto os projetistas ainda trabalham nos desenhos detalhados dos espaços internos). Alguns projetos podem incluir elementos projetados para construção fora do local (ver também pré-fabricação e construção modular) e depois entregues ao local prontos para serem erguidos, instalados ou montados.

### Construção no local

Construção de fundação no local.

Uma vez que os empreiteiros e demais profissionais relevantes são contratados e os projetos estejam suficientemente avançados, o trabalho pode começar no local do projeto. Alguns projetos exigem atividades preliminares, como preparação e nivelamento do terreno, demolição de estruturas existentes (ver abaixo) ou lançamento de fundações, e há circunstâncias em que esse trabalho pode ser contratado antes mesmo de se finalizar o contrato e os custos de todo o projeto.
Normalmente, um canteiro de obras inclui um perímetro seguro para restringir acesso não autorizado, pontos de controle de acesso ao local, escritórios e instalações de bem-estar para pessoal da empreiteira principal e de outras empresas envolvidas na equipe do projeto, além de áreas de armazenamento de materiais, máquinas e equipamentos. De acordo com a definição do McGraw-Hill Dictionary of Architecture and Construction, considera-se que a construção “começou” quando a primeira característica da estrutura permanente foi colocada, como cravação de estacas ou a concretagem de sapatas ou lajes.

### Comissionamento e entrega
O comissionamento é o processo de verificar se todos os subsistemas de um novo edifício (ou de outros ativos) funcionam conforme o planejado para atender aos requisitos do projeto do proprietário e de acordo com o que foi projetado pelos arquitetos e engenheiros.

### Período de responsabilidade por defeitos
Período após a entrega (ou conclusão prática) durante o qual o proprietário pode identificar quaisquer falhas em relação às especificações do edifício (“defeitos”), com o objetivo de o empreiteiro corrigir o defeito.

### Manutenção, reparo e melhoria
Manutenção envolve verificações funcionais, serviços, reparos ou substituições de dispositivos necessários, equipamentos, máquinas, infraestrutura de edifícios e serviços de suporte em instalações industriais, comerciais, governamentais e residenciais.

### Demolição
Demolição é a disciplina de derrubar com segurança e eficiência edifícios e outras estruturas artificiais. Demolição contrasta com desconstrução, que envolve desmontar um edifício preservando cuidadosamente elementos valiosos para fins de reutilização (reciclagem – ver também economia circular).

## Escala e características da indústria

### Atividade econômica

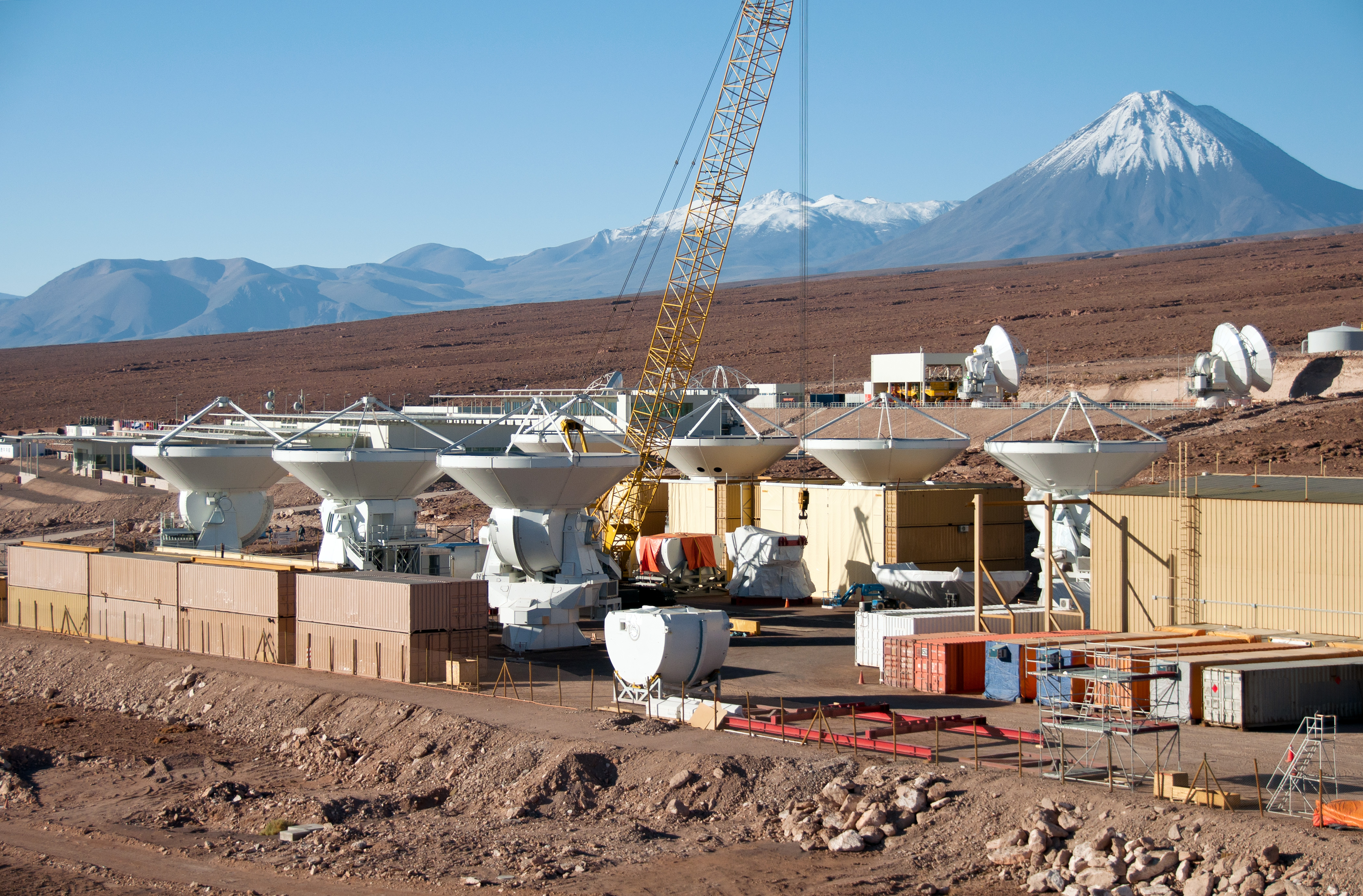
Visão aérea de helicóptero das obras de construção do ALMA Operations Support Facility (OSF)

A produção da indústria de construção global foi avaliada em cerca de 10,8 trilhões de dólares em 2017 e, em 2018, previa-se que subiria para 12,9 trilhões de dólares até 2022, e para aproximadamente 14,8 trilhões de dólares em 2030. Como setor, a construção representa mais de 10% do PIB global (em países desenvolvidos, a construção compreende de 6% a 9% do PIB), e emprega cerca de 7% da força de trabalho total empregada em todo o mundo (cerca de 273 milhões de empregos em tempo integral e parcial em 2014). Desde 2010, a China tem sido o maior mercado de construção do mundo. Os Estados Unidos são o segundo maior mercado de construção, com uma produção de 1,581 trilhão de dólares em 2018.
- Nos Estados Unidos, em fevereiro de 2020, havia cerca de 1,4 trilhão de dólares em obras de construção em andamento, segundo o Censo, dos quais pouco mais de 1,0 trilhão eram do setor privado (dividido mais ou menos 55:45% entre residencial e não residencial); o restante era setor público, predominantemente de governos estaduais e locais.[34]
- Na Armênia, o setor de construção experimentou crescimento na segunda metade dos anos 2000. De acordo com o Serviço Nacional de Estatística, o setor de construção da Armênia gerou aproximadamente 20% do PIB armênio durante o primeiro e o segundo trimestres de 2007. Em 2009, segundo o Banco Mundial, 30% da economia do país vinham do setor de construção.[35]
- No Vietnã, a indústria da construção desempenha um papel importante na economia nacional.[36][37][38] A indústria da construção vietnamita tem sido uma das que mais crescem na região Ásia-Pacífico nos últimos anos.[39][40] O mercado foi avaliado em quase 60 bilhões de dólares em 2021.[41] No primeiro semestre de 2022, a taxa de crescimento da indústria de construção do Vietnã atingiu 5,59%.[41][42][43] Em 2022, a indústria da construção vietnamita representou mais de 6% do PIB do país, o que equivale a mais de 589,7 bilhões de dongue vietnamita.[44][45] O setor de indústria e construção corresponde a 38,26% do PIB do Vietnã.[46][47][48] Ao mesmo tempo, a indústria está entre as mais atrativas para investimento estrangeiro direto (IED) nos últimos anos.[49][50][51]

A construção é uma importante fonte de emprego na maioria dos países; grande dependência de pequenas empresas e sub-representação das mulheres são características comuns. Por exemplo:
- Nos EUA, a construção empregava cerca de 11,4 milhões de pessoas em 2020, com mais 1,8 milhão empregadas em serviços profissionais de arquitetura, engenharia e relacionados – o equivalente a pouco mais de 8% da força de trabalho total do país.[52] Os trabalhadores da construção estavam distribuídos em mais de 843 mil organizações, das quais 838 mil eram empresas privadas.[53] Em março de 2016, 60,4% dos trabalhadores de construção estavam empregados em empresas com menos de 50 funcionários.[54] As mulheres estão substancialmente sub-representadas (em relação à sua parcela no emprego total), compondo 10,3% da força de trabalho de construção nos EUA, e 25,9% nos serviços profissionais, em 2019.[52]
- No Reino Unido, o setor da construção contribuiu com 117 bilhões de libras (6%) para o PIB em 2018 e, em 2019, empregava 2,4 milhões de trabalhadores (6,6% de todos os empregos). Estes trabalhavam em 343 mil empresas de construção “registradas” ou em negócios “não registrados”, geralmente indivíduos autônomos;[55] pouco mais de um milhão de pequenas/médias empresas, principalmente autônomos, trabalhavam no setor em 2019, representando cerca de 18% de todas as empresas do país.[56] As mulheres representavam 12,5% da força de trabalho na construção do Reino Unido.[57]

De acordo com pesquisa da McKinsey, o crescimento de produtividade por trabalhador na construção ficou atrás de muitos outros setores em diversos países, incluindo Estados Unidos e países europeus. Nos EUA, a produtividade da construção por trabalhador diminuiu pela metade desde a década de 1960.

### Emprego

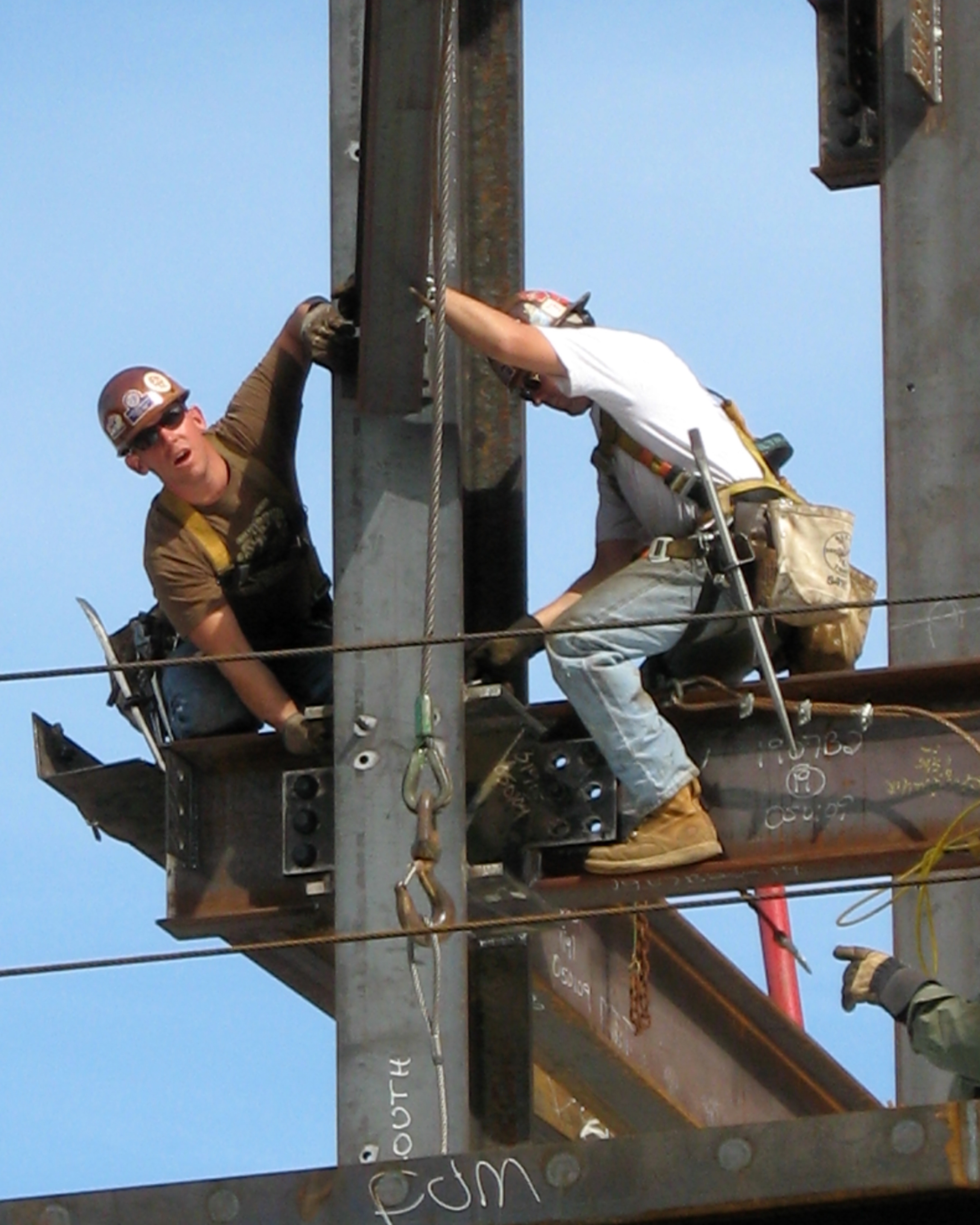
Ferreiros erguendo a estrutura de aço de um novo edifício no Massachusetts General Hospital em Boston

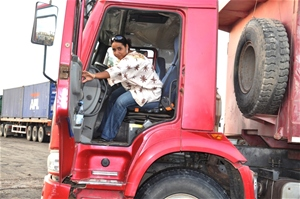
Um operador de caminhão na Al Gamil, a maior empresa de construção no Djibouti

Alguns trabalhadores podem estar envolvidos em trabalho manual como trabalhadores não qualificados ou semiespecializados; podem ser trabalhadores qualificados; ou podem ser pessoal de supervisão ou gerencial. Segundo a legislação de segurança no trabalho no Reino Unido, por exemplo, trabalhadores da construção são definidos como pessoas “que trabalham para ou sob o controle de um empreiteiro em um canteiro de obras”; no Canadá, isso pode incluir pessoas cujo trabalho envolve garantir a conformidade com códigos e regulamentações de construção, bem como aquelas que supervisionam outros trabalhadores.
Trabalhadores braçais compõem um grande contingente na maioria das indústrias de construção nacionais. Nos EUA, por exemplo, em maio de 2023, o setor de construção empregava pouco mais de 7,9 milhões de pessoas, das quais 859 mil eram trabalhadores braçais, enquanto 3,7 milhões eram trabalhadores de ofícios de construção (incluindo 603 mil carpinteiros, 559 mil eletricistas, 385 mil encanadores e 321 mil operadores de equipamentos). Como na maioria dos setores, há também um número substancial de trabalhadores de colarinhos brancos na construção — de 7,9 milhões de trabalhadores, 681 mil estavam registrados pelo Departamento do Trabalho dos Estados Unidos em maio de 2023 em "ocupações de escritório e de apoio administrativo", 620 mil em "ocupações de gerenciamento" e 480 mil em "ocupações de negócios e operações financeiras".
Grandes obras de construção exigem colaboração entre várias disciplinas. Um gerente de projeto normalmente gerencia o orçamento, e um gerente de construção, engenheiro projetista, engenheiro de construção ou arquiteto supervisiona a execução. Aqueles envolvidos com o projeto e a execução devem considerar os requisitos de zoneamento e questões legais, o impacto ambiental do projeto, cronograma, orçamento e licitação, segurança no canteiro de obras, disponibilidade e transporte de materiais de construção, logística e inconvenientes ao público, incluindo atrasos na construção.
Alguns modelos e organizações de formulação de políticas promovem o engajamento de mão de obra local em projetos de construção como forma de combater a exclusão social e solucionar a escassez de mão de obra especializada.
Existem muitos caminhos para as diferentes carreiras na indústria da construção. Há três níveis principais de trabalhador da construção com base na formação e no treinamento, que variam de acordo com o país:

#### Trabalhadores não qualificados e semiespecializados
Trabalhadores não qualificados e semiespecializados fornecem mão de obra geral no canteiro, muitas vezes têm poucas ou nenhuma qualificação em construção, podendo receber treinamento básico no local.

#### Profissionais de ofícios especializados
Trabalhadores especializados normalmente serviram aprendizagem (às vezes em sindicatos) ou receberam treinamento técnico; esse grupo também inclui gerentes de campo que possuem amplo conhecimento e experiência em seu ofício ou profissão. Ofícios manuais especializados incluem carpinteiros, eletricistas, encanadores, ferreiro de construção e operador de equipamentos pesados, bem como aqueles envolvidos em gerenciamento de projetos. No Reino Unido, esses trabalhos exigem qualificações de educação continuada, muitas vezes em áreas ocupacionais, obtidas diretamente após concluir a educação secundária ou por meio de aprendizagem “no trabalho”.

#### Pessoal profissional, técnico ou gerencial
Profissionais, técnicos e gestores geralmente têm formação de educação superior, geralmente graduação, e são treinados para projetar e gerenciar processos de construção. Esses papéis exigem mais treinamento, pois demandam maior conhecimento técnico e envolvem maior responsabilidade legal. Exemplos (e rotas de qualificação) incluem:
- Arquiteto – Normalmente estudou arquitetura em nível de graduação e, depois, fez estudos adicionais e adquiriu experiência profissional. Em muitos países, o título de “arquiteto” é protegido por lei, limitando estritamente seu uso a pessoas qualificadas.
- Engenheiro civil – Geralmente possui graduação em área relacionada e pode ter direito a associação em uma instituição profissional apenas após treinamento e experiência adicionais.
- Engenheiro de serviços de construção (mecânico, elétrico, hidráulico – “M&E” ou “MEP”) – Geralmente com graduação em engenharia mecânica ou elétrica.
- Gerente de projeto – Geralmente tem graduação de 4 anos ou mais em educação superior; muitas vezes também é qualificado em outra área como arquitetura, engenharia civil ou levantamento de quantidades.
- Engenheiro estrutural – Normalmente possui bacharelado ou mestrado em engenharia estrutural.
- Topógrafo de quantidades – Geralmente é graduado em levantamento de quantidades.

## Segurança

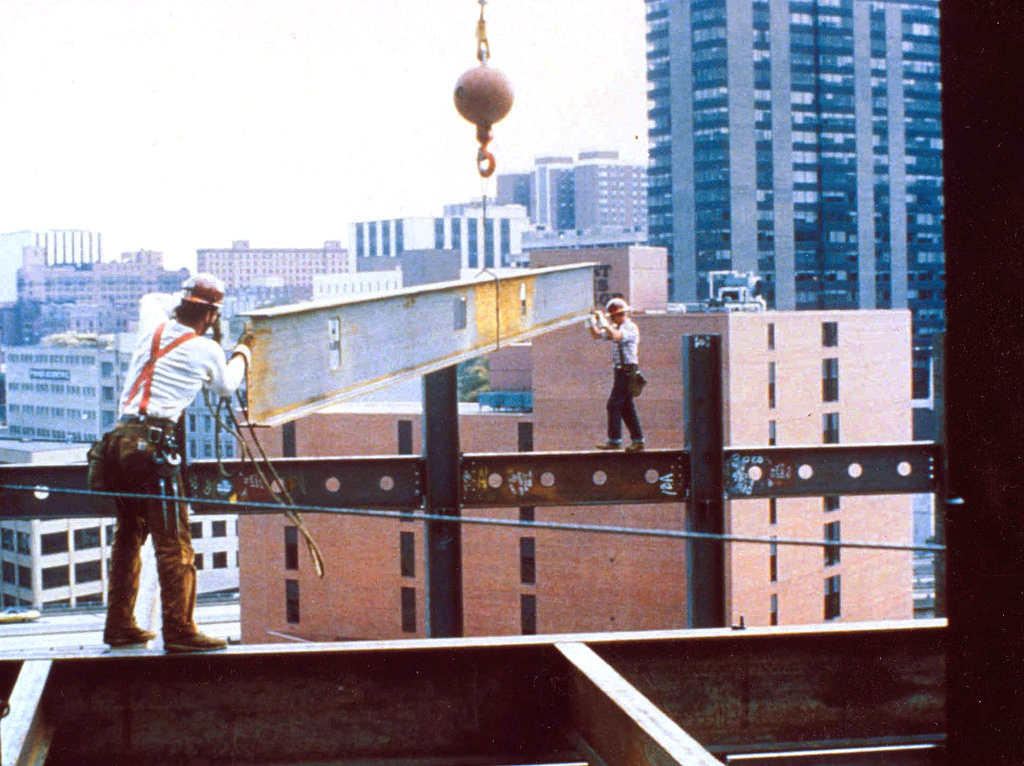
Trabalhadores em situação de risco sem o equipamento de segurança adequado

A construção é uma das ocupações mais perigosas do mundo, com mais mortes ocupacionais do que qualquer outro setor tanto nos Estados Unidos quanto na União Europeia. Nos EUA, em 2019, 1 061 (cerca de 20%) das mortes de trabalhadores no setor privado ocorreram na construção. Em 2017, mais de um terço das mortes na construção nos EUA (366 de um total de 971) foram resultado de quedas; no Reino Unido, metade da média de 36 fatalidades por ano em um período de cinco anos até 2021 foi atribuída a quedas de altura. Equipamentos de segurança adequados, como cintos de segurança, capacetes e guard-rails, bem como procedimentos como fixar escadas e inspecionar andaimes, podem reduzir o risco de lesões ocupacionais na indústria da construção. Outras causas importantes de fatalidades na construção incluem eletrocussão, acidentes de transporte e desmoronamentos de valas.
Outros riscos à segurança para trabalhadores da construção incluem perda auditiva devido à alta exposição ao ruído, lesão musculoesquelética, exposição a produtos químicos e altos níveis de estresse. Além disso, a alta rotatividade de trabalhadores na construção impõe grande desafio para implementar a reestruturação das práticas de trabalho em locais ou com trabalhadores individuais. Um estudo conduzido em 2022 encontrou “efeito significativo da exposição à poluição do ar em lesões e fatalidades relacionadas à construção”, especialmente com a exposição ao dióxido de nitrogênio.

### Sustentabilidade
Sustentabilidade é um aspecto da “construção verde”, definida pela Agência de Proteção Ambiental dos Estados Unidos (EPA) como “a prática de criar estruturas e usar processos que sejam ambientalmente responsáveis e eficientes em termos de recursos ao longo de todo o ciclo de vida de um edifício, desde a escolha do local até o projeto, construção, operação, manutenção, renovação e desconstrução”.

### Descarbonização da construção
A indústria da construção pode precisar passar por uma transformação em ritmo acelerado e em grande escala para contribuir com o cumprimento da meta estabelecida pelo Acordo de Paris de limitar o aumento da temperatura global a 1,5°C em relação aos níveis pré-industriais. O World Green Building Council afirmou que edifícios e infraestrutura ao redor do mundo podem alcançar 40% menos emissões de carbono incorporado, mas que isso só será possível por meio de uma transformação urgente.
Conclusões de líderes do setor sugerem que a transformação para alcançar emissões líquidas zero será desafiadora para a indústria da construção, mas apresenta oportunidades. São necessárias ações de governos, órgãos normativos, do próprio setor da construção e da engenharia para atingir as metas de descarbonização.
Em 2021, o National Engineering Policy Centre publicou o relatório Decarbonising Construction: Building a new net zero industry, que apresenta áreas-chave para descarbonizar o setor da construção e todo o ambiente construído. O relatório lista cerca de 20 recomendações para transformar e descarbonizar o setor, incluindo recomendações para engenheiros, a indústria da construção e tomadores de decisão, além de destacar seis “alavancas sistêmicas” gerais em que ações imediatas podem resultar em rápida descarbonização do setor:
- Definição e estipulação de metas progressivas de redução de carbono
- Incorporação de avaliação quantitativa de carbono ao longo da vida nos processos de aquisição pública
- Aumento da eficiência de projeto, reutilização de materiais e retrofit de edifícios
- Melhoria no desempenho de carbono ao longo de todo o ciclo de vida
- Melhoria das habilidades profissionais para atingir o net zero
- Adoção de uma abordagem sistêmica unificada, incluindo o setor da construção e outros setores, para a descarbonização

Há avanços internacionais para descarbonizar o setor, como melhorias nas práticas de aquisição sustentável, a exemplo da CO2 Performance Ladder nos Países Baixos e a Danish Partnership for Green Public Procurement. Também há demonstrações práticas de aplicação de princípios de economia circular, como o pavilhão sustentável Circl, do ABN AMRO, e a Brighton Waste House.